# Préfontaines
Préfontaines ist eine französische Gemeinde mit 429 Einwohnern (Stand: 1. Januar 2022) im Département Loiret in der Region Centre-Val de Loire. Sie ist Teil des Kantons Courtenay im Arrondissement Montargis. Die Einwohner werden Pratifontains genannt.

## Geographie
Préfontaines liegt etwa 63 Kilometer ostnordöstlich von Orléans. Umgeben wird Préfontaines von den Nachbargemeinden Château-Landon im Norden, Nargis im Osten, Girolles im Süden und Südosten, Treilles-en-Gâtinais im Süden und Südwesten sowie Courtempierre im Westen und Südwesten.
Durch die Gemeinde führt die Autoroute A77.

## Bevölkerungsentwicklung
| 1962                       | 1968 | 1975 | 1982 | 1990 | 1999 | 2006 | 2018 |
| -------------------------- | ---- | ---- | ---- | ---- | ---- | ---- | ---- |
| 311                        | 272  | 237  | 275  | 382  | 446  | 468  | 445  |
| Quellen: Cassini und INSEE |      |      |      |      |      |      |      |

## Sehenswürdigkeiten
- Kirche Saint-Jean-Baptiste aus dem 12. Jahrhundert, Monument historique
- Reste der Römerstraße von Sens nach Orléans

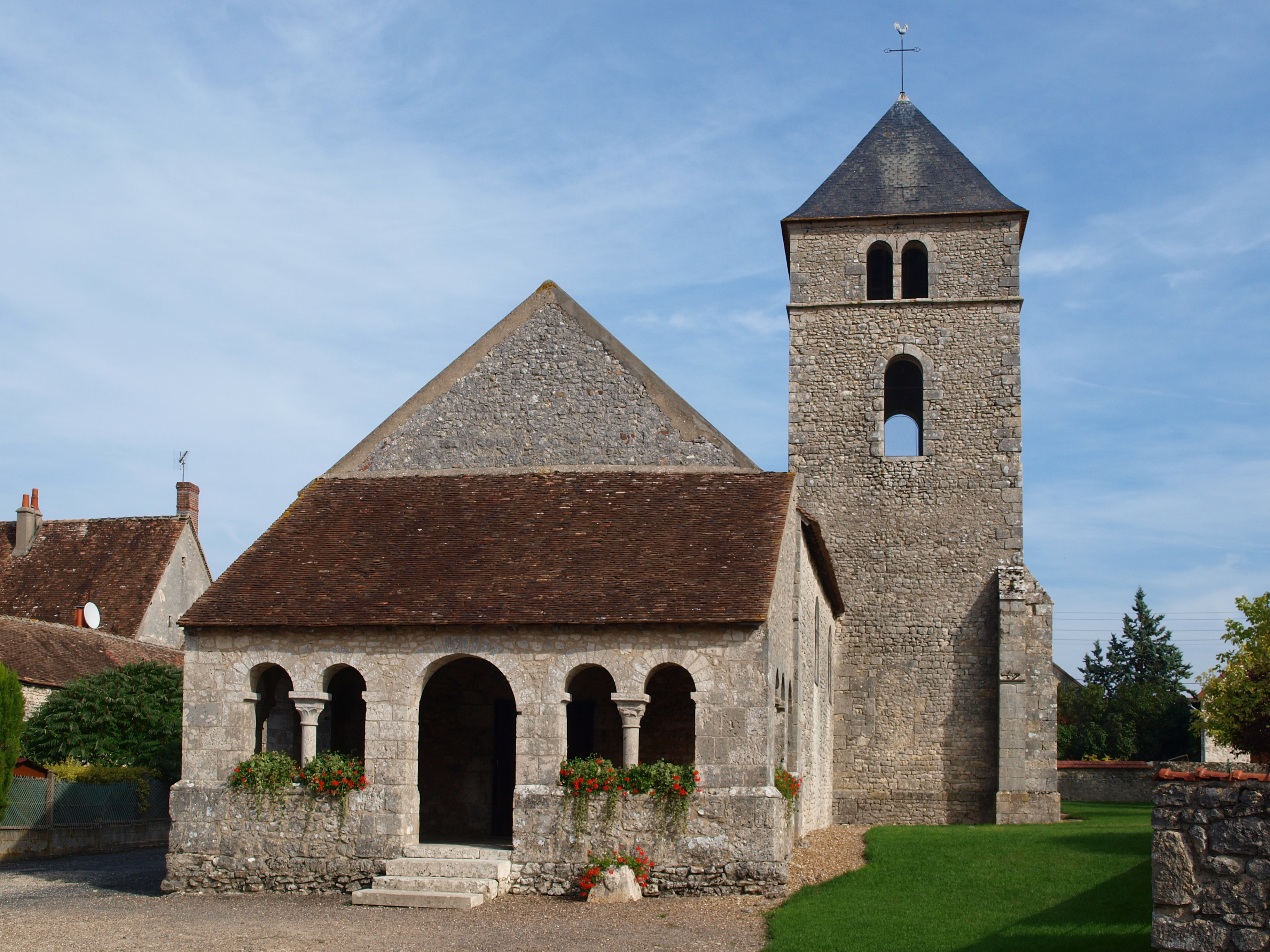
Kirche Saint-Jean-Baptiste